# Hieracium mutilatum
Hieracium mutilatum es una especie de planta con flor del género Hieracium, de la familia Asteraceae, orden Asterales.

## Distribución
Hieracium mutilatum se distribuye por Noruega, Suecia y Rusia.

## Taxonomía
Fue descrita científicamente por Almq. ex Elfstr.